# Simeon Moldovan
Simeon Moldovan (n. 15 septembrie 1874, Cicud, jud. Turda - d. 14 decembrie 1933, Târnăveni) a fost un deputat la Marea Adunare Națională de la Alba Iulia ca delegat din partea Protopopiatului greco-catolic Noul-Săsesc, județul Sibiu.

## Biografie
Își face studiile la Blaj pe care le termină în 1895. Apoi urmează Teologia la Blaj, de unde absolvă în 1899.
A fost numit preot la Noul Săsesc, județul Sibiu, în 1899. În 1905 este numit administrator protopopesc al districtului Cichindeal, în 1908 viceprotopop și în 1920 protopop al aceluiași district. În același an a fost transferat ca protopop la Diciosânmartin, astăzi Târnăveni. La 16 aprilie 1930 este decorat cu Steaua României în grad de cavaler.
Simeon Moldovan a participat ca delegat din partea Protopopiatului greco-catolic Noul-Săsesc, Sibiu, la Marea Adunare Națională de la Alba Iulia.